# Ogawara-See
Der Ogawara-See (jap. 小川原湖 Ogawara-ko, englisch Lake Ogawara) ist mit einer Fläche von rund 62 km² der elftgrößte See Japans und der größte in der Präfektur Aomori (dt. für Aomori-ken). Der Brackwassersee im Südosten der Präfektur, im Kamikita-Distrikt (Kamikita-gun), gehört zur Stadt Tōhoku (Tōhoku-machi).
Vor rund 3.000 Jahren zog sich das Meer aus der damaligen Bucht zurück und eine entstehende Sandbank schloss den See vom Meer ab. Am Rand des Sees, auf den Hügeln, existieren Überreste menschlicher Siedlungen, die aus prähistorischer und auch aus historischer Zeit stammen. Die vier Zuflüsse entspringen im Hakkoda-Gebirge und der sowohl ein- als auch ausfließende Takase (Takase-gawa) mündet in den Pazifischen Ozean.
Da der Ogawara-See durch die Flut brackig wird, indem Salzwasser den Takase wieder hinauffließt, bestand die Absicht, das Gewässer zu entsalzen. Der entsprechende Plan wurde in den 1970er Jahren vorgestellt, jedoch 1996 wieder aufgegeben.
Der Verlust zweier externer Tanks einer auf der Misawa Air Base stationierten F16 über dem See führte im Jahr 2018 zur zeitweiligen Einstellung der Fischerei im Ogawara-ko.
Im Jahr 1996 wurde der Gesang der Wildvögel am Ufer des Ogawara-Sees von der japanischen Umweltbehörde zu einer der 100 Klanglandschaften Japans ernannt.